# Robert Shelton (Ku Klux Klan)
Pour les articles homonymes, voir Robert Shelton et Shelton.
Robert Marvin Shelton (12 juin 1929 - 17 mars 2003) est un ancien vendeur de pneus de voiture et imprimeur qui est devenu célèbre au niveau national en tant que grand sorcier impérial des United Klans of America (UKA), un groupe du Ku Klux Klan.

## Biographie
Shelton était ouvrier d'usine et vendeur de pneus de voiture. Il possédait également une imprimerie, avec un bureau sur Union Boulevard. À la fin des années 1960, Shelton s'est présenté pour le poste de Police Commissioner à Tuscaloosa en Alabama. Il termine à la cinquième place.
Shelton est le leader de l'UKA à partir de 1961 qui compte alors environ 30 000 membres. En 1966, Shelton est condamné à un an de prison et 1 000 $ d'amende pour outrage au Congrès des États-Unis « pour avoir refusé de remettre les listes de membres au House Un-American Activities Committee ».
En 1984, James Knowles, membre du Klavern 900 de l'UKA à Mobile, est reconnu coupable du meurtre de Michael Donald en 1981. Au procès, Knowles a déclaré que lui et Henry Hays avaient tué Donald « afin de montrer la force du Klan en Alabama ». En 1987, le Southern Poverty Law Center (SPLC) intente une action civile, au nom de la famille de la victime, contre les UKA pour avoir été responsable du lynchage de Donald, un homme noir de 19 ans. Incapable de trouver les 7 millions de dollars accordés par un jury, l'UKA a été obligée de céder son siège national à la mère de Donald, qui l'a ensuite revendu. Au cours du procès civil, Knowles a déclaré qu'il « exécutait les ordres » de Bennie Jack Hays, le père d'Henry Hays et un lieutenant de longue date de Shelton.
En 1994, Shelton déclare : « le Klan est ma croyance, ma religion. Mais ça ne marchera plus. Le Klan est parti. Pour toujours ».
Shelton décède d'une crise cardiaque le 17 mars 2003 à Tuscaloosa, en Alabama.